# آسیابک (قطعه خودرو)
آسیابک قطعه‌ای سیاه‌رنگ از جنس زغال (کربن) در خودرو است که در سیستم کلاچ از آن استفاده می‌شد.
این قطعه از یک طرف با دوشاخ کلاچ و از طرف دیگر با فنرهای خورشیدیِ دیسک کلاچ برخورد دارد. کارایی آن برای ایجاد یک تکیه‌گاه مناسب و دوّار بین دوشاخ و خورشیدی‌ها است.
امروزه این قطعه در ساختِ خودرو به کار نمی‌رود و به جای آن از بلبرینگ کف‌گرد استفاده می‌شود.